# ژیمناستیک در بازی‌های آسیایی ۲۰۱۸
ژیمناستیک یکی از ورزش‌های بازی‌های آسیایی ۲۰۱۸ است که از ۲۰ تا ۳۰ اوت ۲۰۱۸ برگزار شده است.
این مسابقات در سه بخش هنری، ریتمیک و ترامپولین مردان و زنان در جاکارتا اینترنشیونال اکسپو، جاکارتا، اندونزی انجام شده است.

## مدال ها

### ژیمناستیک هنری مردان
| رویداد             | طلا                                                                 | نقره                                                                                   | برنز                                                                                 |
| تیمی تمام اسباب    | چین · دنگ شودی · لین چائوپان · Sun Wei · شیائو روتنگ · Zou Jingyuan | ژاپن · Kenta Chiba · Tomomasa Hasegawa · Fuya Maeno · Shogo Nonomura · Kakeru Tanigawa | کره جنوبی · Kim Han-sol · Lee Hyeok-jung · Lee Jae-seong · Lee Jun-ho · Park Min-soo |
| انفرادی تمام اسباب | لین چائوپان · چین                                                   | Shogo Nonomura · ژاپن                                                                  | شیائو روتنگ · چین                                                                    |
| حرکات زمینی        | Kim Han-sol · کره جنوبی                                             | Tang Chia-hung · چین تایپه                                                             | لین چائوپان · چین                                                                    |
| خرک حلقه           | Lee Chih-kai · چین تایپه                                            | Zou Jingyuan · چین                                                                     | Sun Wei · چین                                                                        |
| دارحلقه            | دنگ شودی · چین                                                      | Shogo Nonomura · ژاپن                                                                  | Chen Chih-yu · چین تایپه                                                             |
| پرش از خرک         | Shek Wai Hung · هنگ کنگ                                             | Kim Han-sol · کره جنوبی                                                                | Agus Prayoko · اندونزی                                                               |
| پارالل             | Zou Jingyuan · چین                                                  | شیائو روتنگ · چین                                                                      | Kenta Chiba · ژاپن                                                                   |
| بارفیکس            | Tang Chia-hung · چین تایپه                                          | Sun Wei · چین                                                                          | شیائو روتنگ · چین                                                                    |

### ژیمناستیک هنری زنان
| رویداد             | طلا                                                               | نقره                                                                                 | برنز                                                                                  |
| تیمی تمام اسباب    | چین · Chen Yile · Liu Jinru · Liu Tingting · Luo Huan · Zhang Jin | کره شمالی · Jon Jang-mi · Jong Un-gyong · Kim Su-jong · Kim Won-yong · Pyon Rye-yong | ژاپن · Soyoka Hanawa · Shiho Nakaji · Yumika Nakamura · Yuki Uchiyama · Yurika Yumoto |
| انفرادی تمام اسباب | Chen Yile · چین                                                   | Luo Huan · چین                                                                       | Kim Su-jong · کره شمالی                                                               |
| پرش از خرک         | Yeo Seo-jeong · کره جنوبی                                         | اوکسانا چوسوویتینا · ازبکستان                                                        | Pyon Rye-yong · کره شمالی                                                             |
| پارالل ناهم‌سطح     | Liu Tingting · چین                                                | Luo Huan · چین                                                                       | Jon Jang-mi · کره شمالی                                                               |
| چوب موازنه         | Chen Yile · چین                                                   | Kim Su-jong · کره شمالی                                                              | Zhang Jin · چین                                                                       |
| حرکات زمینی        | Kim Su-jong · کره شمالی                                           | Rifda Irfanaluthfi · اندونزی                                                         | Shiho Nakaji · ژاپن                                                                   |

### ژیمناستیک ریتمیک
| رویداد              | طلا                                                                  | نقره                                                                                     | برنز                                                              |
| تیمی                | قزاقستان · Dayana Abdirbekova · Alina Adilkhanova · Adilya Tlekenova | ازبکستان · Asal Ikramova · Dildora Rakhmatova · Sabina Tashkenbaeva · Nurinisso Usmanova | کره جنوبی · Kim Chae-woon · Kim Joo-won · Lim Se-eun · Seo Go-eun |
| انفرادی تمامی اسباب | Alina Adilkhanova · قزاقستان                                         | Sabina Tashkenbaeva · ازبکستان                                                           | Zhao Yating · چین                                                 |

### ژیمناستیک ترامپولین
| رویداد        | طلا                | نقره               | برنز                        |
| انفرادی مردان | دونگ دونگ · چین    | Gao Lei · چین      | Pirmammad Aliyev · قزاقستان |
| انفرادی زنان  | Liu Lingling · چین | Hikaru Mori · ژاپن | Zhu Shouli · چین            |

## جدول مدال‌ها
| رتبه  | کشور      | طلا | نقره | برنز | مجموع |
| ۱     | چین       | ۸   | ۵    | ۶    | ۱۹    |
| ۲     | کره جنوبی | ۲   | ۱    | ۲    | ۵     |
| ۳     | چین تایپه | ۲   | ۱    | ۱    | ۴     |
| ۴     | قزاقستان  | ۲   | ۰    | ۰    | ۲     |
| ۵     | کره شمالی | ۱   | ۲    | ۳    | ۶     |
| ۶     | هنگ کنگ   | ۱   | ۰    | ۰    | ۱     |
| ۷     | ژاپن      | ۰   | ۳    | ۳    | ۶     |
| ۸     | ازبکستان  | ۰   | ۳    | ۰    | ۳     |
| ۹     | اندونزی   | ۰   | ۱    | ۱    | ۲     |
| مجموع | مجموع     | ۱۶  | ۱۶   | ۱۶   | ۴۸    |